# 21-й Конгресс США
Два́дцать пе́рвый Конгре́сс США — заседание Конгресса США, действовавшее в Вашингтоне с 4 марта 1829 года по 4 марта 1831 года в период первых двух лет президентства Эндрю Джексона. Обе палаты, состоящие из Сената и Палаты представителей, имели демократическое большинство. Распределение мест в Палате представителей было основано на четвёртой переписи населения Соединённых Штатов в 1820 году.

## Важные события
- 4 марта 1829 года — Эндрю Джексон вступил в должность президента США
- 15—22 августа 1829 года — беспорядки в Цинциннати 1829 года
- 28 мая 1830 года — принятие Конгрессом закона о переселении индейцев
- 27 сентября 1830 года — подписание договора ручья Танцующего Кролика, связанный с переселением индейцев Чокто

## Ключевые законы
- Закон о переселении индейцев (1830)

## Членство

### Сенат
| Начало | 48 | 0 | 26 | 22 |
| Конец  | 47 | 1 | 25 | 22 |

### Палата представителей
| Начало | 209 | 4 | 133 | 72 | 4 |
| Конец  | 212 | 1 | 135 | 72 | 5 |